# K.Palasandra, Tumkur
K.Palasandra là một làng thuộc tehsil Tumkur, huyện Tumkur, bang Karnataka, Ấn Độ.